# Vladimir Pavlovici Așahmanov
Vladimir Pavlovici Așahmanov a fost un colonel sovietic, notabil pentru crimele comise pe Prut în timpul foametei din Basarabia din 1946-1947, când a condus Detașamentul 22 de grăniceri.

## Acțiunile sale în timpul foametei din Basarabia
În contextul accentuării foametei, la sfârșitul anului 1946 – începutul lui 1947, a sporit numărul celor care decid să treacă Prutul. Urmare a acestui fenomen, șeful Detașamentului 22 de grăniceri, colonelul Vladimir Pavlovici Așahmanov, dă ordin subalternilor săi, la telefon și la adunări, să fie necruțători față de cei care vor încerca să treacă frontiera. Trupele de grăniceri erau supuse poliției politice sovietice. În privința celor prinși, Așahmanov ordonă ca aceștia să fie executați pe loc, iar față de cei care reușesc să treacă Prutul să fie urmăriți pe teritoriul României și, în caz că nu vor putea pune mâna pe ei, să fie împușcați.
Tribunalul Militar al trupelor de interne din Republica Sovietică Socialistă Moldovenească alcătuiește un raport detaliat despre cele întâmplate la 18 iunie 1947. Acesta este trimis lui Simion Afteniuk, secretar al CC al PCM. În urma anchetei deschise de Tribunalul Militar, colonelul Așahmanov a fost exclus din partid și destituit din funcție, nu și judecat. Numai cei care au fost implicați nemijlocit în asasinate, la ordinul expres al lui Așahmanov, precum locotenentul Plotnikov, sergentul Nujnâh și caporalul Kataev, au fost arestați și condamnați de Tribunalul Militar al MAI al RSS Moldovenești. Deși colonelul Așahmanov a fost expulzat din partid și din funcție, el va fi reîncadrat în scurt timp în sistem, fiind transferat în regiunea Hmelnițki din Ucraina.

## Onoruri
În 1969, conducerea RSSM – CC al PCM (Ivan Ivanovici Bodiul), Consiliul de Miniștri (Alexandru Diordiță) și Prezidiul Sovietului Suprem (Chiril Iliașenco) i-a trimis o scrisoare de mulțumire cu prilejul împlinirii a 25 de ani de la „eliberarea Moldovei sovietice“ ca urmare a operațiunii Iași-Chișinău.
La 31 ianuarie 1977, KGB-ul de la Moscova îl decorează pe Așahmanov cu medalia „Veteran al trupelor armate ale Uniunii Sovietice“.